# Castanopsis nephelioides
Castanopsis nephelioides ist eine in Südostasien vorkommende Baumart aus der Familie der Buchengewächse (Fagaceae). Die Nüsse sind essbar.

## Merkmale
Castanopsis nephelioides ist ein immergrüner, bis über 15 Meter hoher Baum. Der Stammdurchmesser erreicht über 30 Zentimeter.
Die kurz gestielten Laubblätter sind ganzrandig bis gesägt. Sie sind verkehrt-eiförmig bis elliptisch, leicht ledrig, zugespitzt bis geschwänzt. Die Unterseite der Blätter ist schütter mit kurzen, einfachen Haaren besetzt und verkahlend.
Die kleinen, bis 3 Zentimeter großen Fruchtbecher (Cupulae) sind mit verzweigten, holzigen Stacheln besetzt. Sie sind aufrecht, sparrig und haben immer zwei bis drei Äste. Sie bedecken teilweise die Haut des Fruchtbechers und sind spärlich behaart. Jeder Fruchtbecher enthält nur eine Nuss und hat unreif eine ungleiche Seite. Der Fruchtbecher öffnet sich nicht. Die Nuss ist eiförmig und etwa 2 Zentimeter groß.
Blütezeit ist Januar bis Mai. Die Fruchtreife erfolgt von Februar bis Dezember, meist von Juli bis September.

## Verbreitung und Standorte
Die Art kommt in Thailand, Malaysia und Singapur vor. Sie wächst in Tiefland-Regenwäldern, tieferen Berg-Wäldern und in Kiefern-Eichen-Wäldern in 50 bis 1600 m Seehöhe, meist in 200 bis 800 m.

## Belege
- Chamlong Phengklai: A synoptic account of the Fagaceae of Thailand.In: Thai Forest Bulletin. 2006, Band 34, S. 53–175.
- Castanopsis nephelioides in der Roten Liste gefährdeter Arten der IUCN 1998. Eingestellt von: L. S. L. Chua, 1998. Abgerufen am 23. April  2014.